# Президентские выборы в США (1852)
Президентские выборы в США 1852 года состоялись 2 ноября 1852 года. Кандидат от демократов Франклин Пирс с большим перевесом победил кандидата от вигов генерала Уинфилда Скотта.
Действующий президент от партии вигов Миллард Филлмор занял свой пост в 1850 году в результате смерти Закари Тейлора. Филлмор одобрил Компромисс 1850 года и ввел в действие Закон о беглых рабах, что принесло поддержку южных избирателей и оппозицию северян. Национальному съезду вигов 1852 года потребовалось 53 голосования чтобы определиться со своим кандидатом, поскольку голоса делегатов разделились по принципу север—юг. В итоге генерал Уинфилд Скотт смог победить Филлмора в борьбе за номинацию. Демократы разделились между четырьмя основными кандидатами на своём съезде: Джеймсом Бьюкененом, Льюисом Кассом, Уильямом Марси и Стивеном Дугласом. Наконец, на 49-м голосовании кандидат-тёмная лошадка Франклин Пирс выиграл номинацию, став компромиссным кадидатом. Партия свободной земли, выступавшая против распространения рабства в Соединенных Штатах и на их территориях, выдвинула сенатора от Нью-Гэмпшира Джона П. Хейла.
При небольших политических различиях между двумя основными кандидатами выборы стали соревнованием личностей. Хотя Скотт командовал в недавней мексикано-американской войне, Пирс также служил. Кроме того, антирабовладельческая репутация Скотта серьезно навредила его кампании на юге. Группы южных вигов и демократов выдвинули своих кандидатов на выборах, но не смогли заручиться широкой поддержкой.
Пирс и его напарник Уильям Кинг получили большинство голосов, одержав победу в 27 из 31 штатах. Пирс получил самую высокую долю голосов выборщиков со времен неоспоримого переизбрания Джеймса Монро в 1820 году. Партия свободной земли набрала менее 5% голосов по сравнению с более чем десятью процентами в 1848 году, в то время как сокрушительное поражение и внутренние разногласия по поводу рабства вскоре привели к распаду партии вигов. Виги, выступавшие против рабства, и члены партии свободной земли в конечном итоге объединились в новую Республиканскую партию, которая быстро стала популярной в свободных штатах.

## Выборы
Президент Закари Тейлор, представлявший вигов, умер в 1850 году, не дожив до следующих выборов. Президентом стал его вице-президент Миллард Филлмор. Однако, партия вигов при номинации обошла Филлмора и выдвинула генерала Уинфилда Скотта. Демократическая партия вновь номинировала малоизвестного политика, на этот раз — Франклина Пирса. Как и в 1844 году виги вели предвыборную кампанию, акцентируя внимание на неизвестности Пирса и вновь проиграли. Франклин Пирс выиграл выборы с огромным отрывом от Скотта: 254 голоса против 42.
После поражения на выборах партия вигов прекратила своё существование. Часть вигов перешла в Демократическую партию, другая влилась в создаваемую Республиканскую, остальные, вместе с Американской нативистской партией, организовали нативистскую антимигрантскую партию «ничего-не-знаю».

### Результаты
| Кандидат       | Партия                 | Избиратели | Избиратели | Выборщики |
| Кандидат       | Партия                 | Количество | %          | Выборщики |
| -------------- | ---------------------- | ---------- | ---------- | --------- |
| Франклин Пирс  | Демократическая партия | 1 604 167  | 50,81%     | 254       |
| Уинфилд Скотт  | Партия вигов           | 1 385 255  | 43,88%     | 42        |
| Джон Хейл      | Партия свободной земли | 155 441    | 4,92%      | 0         |
| Дэниел Уэбстер | Союзная партия         | 7 378      | 0,23%      | 0         |
| Другие         | —                      | 4 689      | 0,15%      | 0         |
| Всего          | Всего                  | 3 156 800  | 100 %      | 296       |